# Vitális
A Vitális latin eredetű férfinév, jelentése: életerős, eleven. Női párja: Vitália.

## Rokon nevek
- Vitályos:[1] a Vitális régi magyar alakváltozata.[2]

## Gyakorisága
Az 1990-es években a Vitális és a Vitályos szórványos név, a 2000-es években nem szerepelnek a 100 leggyakoribb férfinév között.

## Névnapok
- április 28.[2]
- október 20.[2]
- november 4.[2]

## Híres névviselők
- „Vitális” utónevű személyek szócikkeinek listája a Wikidata alapján
- „Vitalis” utónevű személyek szócikkeinek listája a Wikidata alapján